# Den gode
|  | Denne artikel er oprettet af botten Steenthbot ud fra en ekstern database. Den kan derfor have sproglige fejl eller mangler. Denne skabelon kan fjernes efter kontrol af indholdet. |

Den gode er en dansk kortfilm fra 2019 instrueret af Svend Colding.

## Handling
En pusher har besluttet sig for, at det er sidste aften, han vil sælge stoffer. Han er blevet far og vil ud af den kriminelle løbebane. Alt ser lyst ud, og han kan endda tjene ekstra penge, da nogle pushere, han kender, vil købe hans telefon med kundekontakter for et højt beløb. Han opsøger en kunde, der skylder ham penge, men så begynder tingene at gå galt. Københavnsk nattestemning danner ramme om fortællingen om håb, idealer og bristede drømme.

## Medvirkende
- Besir Zeciri, Sinan
- Gustav Dyekjær Giese, Benja
- Rex Leonard, Albert
- Tue Lunding, Skygge
- Anders Nylander Thomsen, Dårlig kunde